# Family (Ignite)
Family è il secondo album in studio del gruppo musicale statunitense Ignite, pubblicato nel 1995.

## Tracce
1. Call On My Brothers – 2:17
2. Ash Return – 3:39
3. Distance – 2:37
4. Slow – 1:50
5. You – 3:58
6. Epidermic – 2:22
7. Sided – 2:10
8. Family – 2:21
9. Should Have Known – 1:47
10. 50 And A Month – 3:02